# آدم يوسف
آدم يوسف اديب وأكاديمي، متخصص في الدراسات الإفريقية، يعمل بمركز البحوث والدراسات الإفريقية بجامعة إفريقيا العالمية بالسودان.
نال شهادته العلمية في جامعة أفريقيا العالمية، أستاذ الثقافة والأدب الأفريقي بمركز البحوث والدراسات الإفريقية، ورئيس تحرير نشرة الأخبار الإفريقية.
قدم العديد من المحاضرات العلمية في الدراسات الأفريقية وشارك في عدة مؤتمرا كما قدم شهادات افادة في العديد من المهرجانات العلمية والثقافية مثل افادة كاتب روائي في المجلس القومي للثقافة والفنون ومجلس الشباب العربي الأفريقي وفعاليات جائزة الطيب صالح للابداع الكتابي ونادي السرد السوداني 2019م

## الكتب العلمية المنشورة
1. القصة الأفريقية المعاصرة بين الموروثين الشعبي والإسلامي، الدار العالمية، القاهرة 2017م.
2. ثقافة العنف والقوة في انظمة الحكم الأفريقية، دار المصورات للنشر والتوزيع، السودان 2018م.
3. التدخلات الخارجية للجيش التشادي (الآثار والتحديات) دار رفيقي للنشر والتوزيع والإعلان 2020م
4. كتاب معلم نور محمد زياد (قراءة في تجربة رواد التصوف والتعليم الإسلامي في الصومال وأثرها في انتشار العلم والإسلام في شرق أفريقيا)

## المؤلفات القصصية والروائية
1. الأشواك، قصص قصيرة، 1999م
2. " يوميات في دهاليز أفريقيا"، رواية الطبعة الأولى-مطبعة فرح-2004م –الطبعة الثانية 2006م، الطبعة الثالثة، دار المصورات للنشر والتوزيع، السودان 2018م
3. انجمينا مدينة كل الناس، رواية، الطبعة الأولى، دار عزة للنشر والتوزيع-الخرطوم-السودان-2008م.
4. كالصريم، قصص قصيرة، الطبعة الأولى 2013م - الطبعة الثانية 2016م، نادي القصة السوداني، الطبعة الثالثة، دار المصورات بالسودان 2019م

## الأوراق العلمية في المجالات المحكمة والثقافية
نشر عدد من الأوراق العلمية منها:
1. القصة الأفريقية المعاصرة بين الموروثين الشعبي والإسلامي، الدار العالمية، القاهرة 2017م.
2. ثقافة العنف والقوة في انظمة الحكم الأفريقية، دار المصورات للنشر والتوزيع، السودان 2018م.
3. التدخلات الخارجية للجيش التشادي (الآثار والتحديات) دار رفيقي للنشر والتوزيع والإعلان 2020م
4. كتاب معلم نور محمد زياد (قراءة في تجربة رواد التصوف والتعليم الإسلامي في الصومال وأثرها في انتشار العلم والإسلام في شرق أفريقيا)

### المؤلفات القصصية والروائية
1. الأشواك، قصص قصيرة، 1999م
2. " يوميات في دهاليز أفريقيا"، رواية الطبعة الأولى-مطبعة فرح-2004م –الطبعة الثانية 2006م، الطبعة الثالثة، دار المصورات للنشر والتوزيع، السودان 2018م
3. انجمينا مدينة كل الناس، رواية، الطبعة الأولى، دارعزة للنشر والتوزيع-الخرطوم-السودان-2008م.
4. كالصريم، قصص قصيرة، الطبعة الأولى 2013م - الطبعة الثانية 2016م، نادي القصة السوداني، الطبعة الثالثة، دار المصورات بالسودان 2019م

#### الأوراق العلمية في المجالات المحكمة والثقافية
نشر عدد من الأوراق العلمية منها:
1. معنى الوطن، دراسة، مجلة سرديات (ثقافية) العدد الثالث، نادي القصة.
2. في العامية العربية، دراسة، مجلة سرديات (ثقافية)، ديسمبر 2015-العدد الخامس، نادي القصة السوداني.
3. في الأدب التشادي الحديث، دراسة، مجلة الثقافة السودانية (محكمة)، العدد 45،2015
4. الفيس بوك ودوره الثقافي في أفريقيا، دراسة، مجلة الثقافة السودانية (محكمة)، العدد 46، العام 2016
5. اللغات في إفريقيا، (دراسة إستراتيجية مقارنة عن واقع اللغة العربية واللغات في أفريقيا 2015-2016)، تقرير، التقرير الاستراتيجي الأفريقي الثالث – مركز البحوث والدراسات الأفريقية، العام 2016
6. التعليم العالي العربي والفرنسي في وسط أفريقيا، تقرير، التقرير الاستراتيجي الأفريقي الرابع – مركز البحوث والدراسات الأفريقية، تاريخ النشر: يناير 2018
7. King Faisal University in Africa: Challenges, Opportunities, and Future Prospects, Muslim Institutions of Higher Education in Postcolonial Africa,
8. First published 2016 –PALGRVE MACMILLAN-UK-USA
9. قراءة في المسرحية الأفريقية المكتوبة بالفرنسية، دراسة، مجلة الإسلام في أفريقيا (محكمة)، العدد التاسع يونيو 2017م، صفحة رقم 223
10. مملكة كانم، دراسة، موسوعة الحضارة والثقافة الإسلامية - مؤسسة ارسيكا، مركز الابحاث للتاريخ والثقافة والفنون الإسلامية بالتنسيق مع منظمة التعاون الإسلامي تركيا - بتاريخ 15 /5/2018م
11. مملكة برنو، دراسة، موسوعة الحضارة والثقافة الإسلامية - مؤسسة ارسيكا، مركز الابحاث للتاريخ والثقافة والفنون الإسلامية تركيا -بتاريخ 15 /5/2018م
12. قضية اللغة في الأدب الأفريقي، دراسة، مجلة قراءات أفريقية (محكمة)، بتاريخ يوليو 2018م، العدد 37 يوليو 2018م
13. الشعر العربي في جنوب السودان، دراسة، مجلة رؤية أفريقية (محكمة)، تاريخ 14 مارس 2019م. ومجلة مسارب الثقافية –الخرطوم –السودان أكتوبر 2019 العدد الثاني
14. السرد الروائي العربي الأفريقي (مدخل لقراءة الرواية المكتوبة باللغة العربية في أفريقيا)، دراسة، مجلة الإسلام في أفريقيا (محكمة)، تاريخ النشر: العدد الثاني عشر1/يناير 2019م
15. تطور الحراك السياسي في السودان، مقال، نشر في مجلة النخبة المصرية – التابعة لجامعة القاهرة قسم العلوم السياسية. (بالعربي –والإنجليزي). تاريخ النشر: العدد 8 يونيو 2019، رقم الصفحة 13
16. ثقافة المجتمعات الأفريقية واثرها على مسيرة الديمقراطية وانظمة الحكم في أفريقيا، دراسة، مؤتمر (تجربة الديمقراطية في السودان: الدروس والعبر)، وذلك بتاريخ 22-24 أكتوبر 2019م، وزارة التعليم العالي والبحث العلمي.

## الكتب العلمية المنشورة
1. القصة الأفريقية المعاصرة بين الموروثين الشعبي والإسلامي، الدار العالمية، القاهرة 2017م.
2. ثقافة العنف والقوة في انظمة الحكم الأفريقية، دار المصورات للنشر والتوزيع، السودان 2018م.
3. التدخلات الخارجية للجيش التشادي (الآثار والتحديات) دار رفيقي للنشر والتوزيع والإعلان 2020م
4. كتاب   معلم نور محمد زياد (قراءة في تجربة رواد التصوف والتعليم الإسلامي في الصومال وأثرها في انتشار العلم والإسلام في شرق أفريقيا)

## المؤلفات القصصية والروائية
1. الأشواك،  قصص قصيرة، 1999م
2. " يوميات في دهاليز أفريقيا"،  رواية الطبعة الأولى-مطبعة فرح-2004م –الطبعة الثانية 2006م، الطبعة الثالثة،  دار المصورات للنشر والتوزيع، السودان 2018م
3. انجمينا مدينة كل الناس، رواية، الطبعة الأولى، دار عزة للنشر والتوزيع-الخرطوم-السودان-2008م.
4. كالصريم،  قصص قصيرة، الطبعة الأولى 2013م - الطبعة الثانية 2016م، نادي القصة السوداني، الطبعة الثالثة، دار المصورات بالسودان 2019م

## الأوراق العلمية في المجالات المحكمة والثقافية
نشر عدد من الأوراق العلمية منها:
1. القصة الأفريقية المعاصرة بين الموروثين الشعبي والإسلامي، الدار العالمية، القاهرة 2017م.
2. ثقافة العنف والقوة في انظمة الحكم الأفريقية، دار المصورات للنشر والتوزيع، السودان 2018م.
3. التدخلات الخارجية للجيش التشادي (الآثار والتحديات) دار رفيقي للنشر والتوزيع والإعلان 2020م
4. كتاب معلم نور محمد زياد (قراءة في تجربة رواد التصوف والتعليم الإسلامي في الصومال وأثرها في انتشار العلم والإسلام في شرق أفريقيا)

### المؤلفات القصصية والروائية
1-الأشواك،  قصص قصيرة، 1999م
2- " يوميات في دهاليز أفريقيا"، رواية الطبعة الأولى-مطبعة فرح-2004م –الطبعة الثانية 2006م، الطبعة الثالثة،  دار المصورات للنشر والتوزيع، السودان 2018م
3- انجمينا مدينة كل الناس، رواية، الطبعة الأولى، دارعزة للنشر والتوزيع-الخرطوم-السودان-2008م.
4- كالصريم،  قصص قصيرة، الطبعة الأولى 2013م - الطبعة الثانية 2016م، نادي القصة السوداني، الطبعة الثالثة، دار المصورات بالسودان 2019م

#### الأوراق العلمية في المجالات  المحكمة والثقافية
نشر عدد من الأوراق العلمية منها:
1- معنى الوطن، دراسة، مجلة سرديات (ثقافية) العدد الثالث، نادي القصة.
2- في العامية العربية، دراسة، مجلة سرديات (ثقافية)،  ديسمبر 2015-العدد الخامس، نادي القصة السوداني.
3- في الأدب التشادي الحديث، دراسة، مجلة الثقافة السودانية (محكمة)، العدد 45،2015.
4- الفيس بوك ودوره الثقافي في أفريقيا، دراسة، مجلة الثقافة السودانية (محكمة)، العدد 46، العام 2016.
5- اللغات في إفريقيا، (دراسة إستراتيجية مقارنة عن واقع اللغة العربية واللغات في أفريقيا 2015-2016)، تقرير، التقرير الاستراتيجي الأفريقي الثالث – مركز البحوث والدراسات الأفريقية، العام 2016.
7- التعليم العالي العربي والفرنسي في وسط أفريقيا، تقرير، التقرير الاستراتيجي الأفريقي الرابع – مركز البحوث والدراسات الأفريقية، تاريخ النشر: يناير 2018.
8- King Faisal University in  Africa: Challenges, Opportunities, and Future Prospects, Muslim Institutions of Higher Education in Postcolonial Africa,
    First published 2016 –PALGRVE MACMILLAN-UK-USA
13- قراءة في المسرحية الأفريقية المكتوبة بالفرنسية، دراسة، مجلة الإسلام في أفريقيا (محكمة)، العدد التاسع يونيو 2017م، صفحة رقم 223
14- مملكة كانم، دراسة، موسوعة الحضارة والثقافة الإسلامية - مؤسسة ارسيكا، مركز الابحاث للتاريخ والثقافة والفنون الإسلامية بالتنسيق مع منظمة التعاون الإسلامي  تركيا - بتاريخ 15 /5/2018م
15- مملكة برنو، دراسة، موسوعة الحضارة والثقافة الإسلامية - مؤسسة ارسيكا، مركز الابحاث للتاريخ والثقافة والفنون الإسلامية تركيا -بتاريخ 15 /5/2018م
16- قضية اللغة في الأدب الأفريقي، دراسة، مجلة قراءات أفريقية (محكمة)، بتاريخ  يوليو 2018م، العدد 37 يوليو 2018م
17- الشعر العربي في جنوب السودان، دراسة، مجلة رؤية أفريقية (محكمة)، تاريخ 14 مارس 2019م. ومجلة مسارب الثقافية –الخرطوم –السودان أكتوبر 2019 العدد الثاني
20- السرد الروائي العربي الأفريقي (مدخل لقراءة الرواية المكتوبة باللغة العربية في أفريقيا)، دراسة، مجلة الإسلام في أفريقيا (محكمة)، تاريخ النشر: العدد الثاني عشر1/يناير 2019م
21- تطور الحراك السياسي في السودان، مقال، نشر في مجلة النخبة المصرية – التابعة لجامعة القاهرة قسم العلوم السياسية. (بالعربي –والإنجليزي). تاريخ النشر: العدد 8 يونيو 2019، رقم الصفحة 13
23- ثقافة المجتمعات الأفريقية واثرها على مسيرة الديمقراطية وانظمة الحكم في أفريقيا، دراسة، مؤتمر (تجربة الديمقراطية في السودان: الدروس والعبر)، وذلك بتاريخ  22-24 أكتوبر 2019م، وزارة التعليم العالي والبحث العلمي.